# Staufenmauer

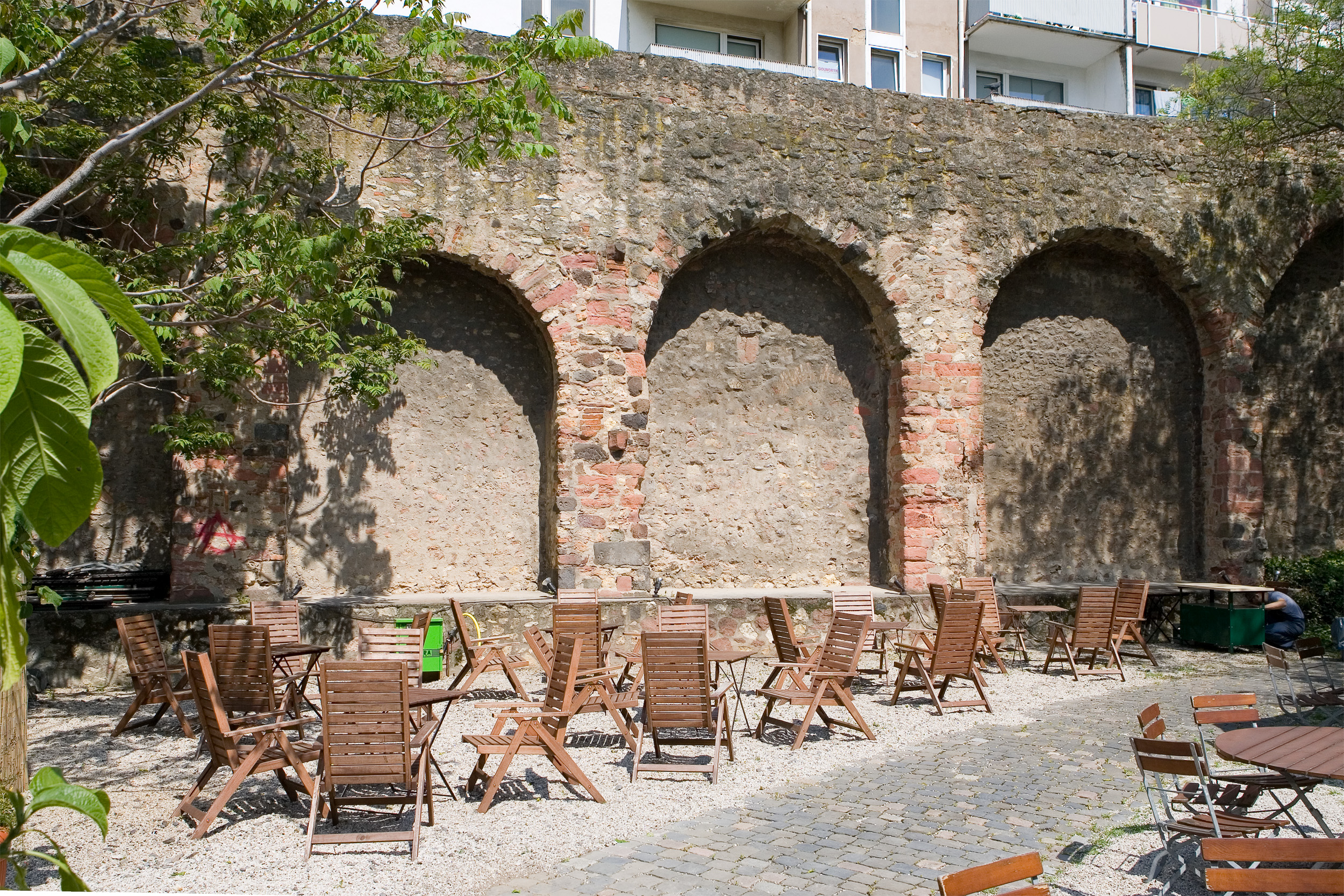
Rest av Staufenmauer.

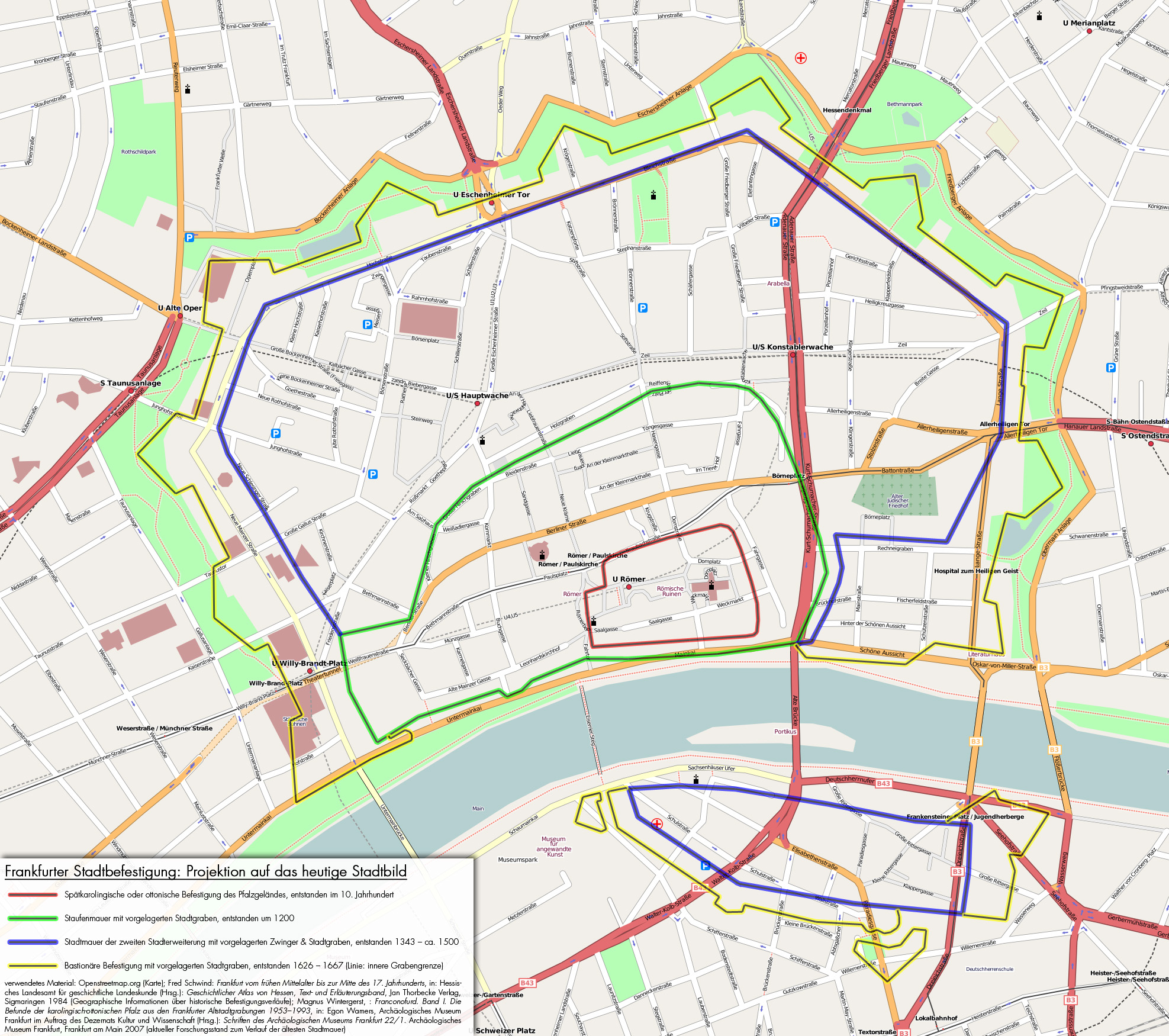
Utsträckning av Staufenmauer i den nuvarande stadsbilden (grönt)

Staufenmauer var en medeltida stadsmur i Frankfurt am Main som det idag bara finns rester bevarade av.

## Staufenmauer på medeltiden
Staufenmauer (Staufermuren) byggdes i slutet av 1100-talet eller början av 1200-talet, det vill säga under ätten Staufers regeringstid i det tysk-romerska riket (därav namnet). Den omslöt en yta på cirka 0.5 kvadratkilometer, motsvarande det nuvarande Frankfurt-Altstadt. Om man jämför med den nuvarande stadsbilden så följde muren bland annat gatorna Grosser Hirschgraben och Holzgraben (jämför med bilden till höger). 
Muren var ungefär 7 meter hög och 2 meter tjock och utmed murkrönet löpte en försvarsgång. Den hade tre huvudstadsportar: Guldenpforte, Bockenheimer Pforte och Bornheimer Pforte. Dessutom hade den sju mindre portar.

## Staufenmauer på 1500-talet fram till idag
I takt med att staden växte utanför murarna förlorade Staufenmauer alltmer i betydelse och i mitten av 1300-talet påbörjades bygget av en längre mur som även inneslöt den nya bebyggelsen. På 1580-talet började man riva upp luckor i Staufenmauer och så sent som på 1880-talet revs ett kvarvarande 500 meter långt parti av den östra delen av muren.
Idag finns det kvar ett 70 meter långt avsnitt utmed Fahrgasse, som består av sammanlagt 15 rundbågar. Innan andra världskriget var denna rest av muren inte synlig, för den var inbyggd i hus på platsen och fungerade som brandvägg. När dessa hus förstördes av bomber kom muravsnittet fram i dagen igen och har idag blivit en av Frankfurts turistattraktioner.
Det finns dessutom kvar en mindre rest av muren på västsidan av Liebfrauenkirche.